# Marino Carafa di Belvedere
Marino Carafa di Belvedere (Napoli, 29 gennaio 1764 – Napoli, 5 aprile 1830) è stato un cardinale italiano.

## Biografia
Nato a Napoli il 29 gennaio 1764, Marino era il secondo figlio maschio di Carlo, V principe di Belvedere e di sua moglie, la principessa Maria Giulia Caracciolo di Avellino.
In qualità di secondogenito, intraprese la carriera ecclesiastica venendo nominato poco dopo protonotario apostolico e venendo ammesso come membro della Sacra Congregazione per il Buon Governo. Maggiordomo del papa dal 1791, divenne prefetto del Palazzo Apostolico nel 1797.
Papa Pio VII lo elevò al rango di cardinale nel concistoro del 23 febbraio 1801 e fino alla nomina del cardinale Pietro Francesco Galeffi è stato il porporato italiano più giovane.
Ottenne il permesso di rinunciare al cardinalato il 24 agosto 1807, per mancanza di discendenza nella famiglia e succedette al fratello maggiore Francesco ai titoli di principe di Belvedere e marchese di Anzi, sposando in quello stesso anno la nobile Marianna Gaetani dell'Aquila, dalla quale ebbe due figli.
Dal 1813 al 1817, fu sindaco di Napoli.
Morì nel 1830 all'età di 66 anni.

## Ascendenza
|                                                         |                                                         |                                               | Genitori                                                        |  |  | Nonni |  |  | Bisnonni                                |  |  | Trisnonni                                        |  |
|                                                         |                                                         |                                               |                                                                 |  |  |       |  |  | Carlo Carafa, III principe di Belvedere |  |  | Francesco Maria Carafa, II principe di Belvedere |  |
|                                                         |                                                         |                                               |                                                                 |  |  |       |  |  | Carlo Carafa, III principe di Belvedere |  |  | Francesco Maria Carafa, II principe di Belvedere |  |
|                                                         |                                                         | Giovanna Oliva Grimaldi di Gerace             |                                                                 |  |  |       |  |  | Carlo Carafa, III principe di Belvedere |  |  |                                                  |  |
| Francesco Maria Carafa, IV principe di Belvedere        |                                                         |                                               |                                                                 |  |  |       |  |  | Carlo Carafa, III principe di Belvedere |  |  |                                                  |  |
|                                                         |                                                         | Elisabetta van den Einden                     | Ferdinando van den Einden, I marchese di Castelnuovo            |  |  |       |  |  |                                         |  |  |                                                  |  |
|                                                         |                                                         | Elisabetta van den Einden                     | Ferdinando van den Einden, I marchese di Castelnuovo            |  |  |       |  |  |                                         |  |  |                                                  |  |
|                                                         |                                                         | Elisabetta van den Einden                     | Olinda Piccolomini                                              |  |  |       |  |  |                                         |  |  |                                                  |  |
| Carlo Carafa, V principe di Belvedere                   |                                                         | Elisabetta van den Einden                     |                                                                 |  |  |       |  |  |                                         |  |  |                                                  |  |
|                                                         |                                                         | Antonio I Boncompagni                         | Ugo Boncompagni, IV duca di Sora                                |  |  |       |  |  |                                         |  |  |                                                  |  |
|                                                         |                                                         | Antonio I Boncompagni                         | Ugo Boncompagni, IV duca di Sora                                |  |  |       |  |  |                                         |  |  |                                                  |  |
|                                                         |                                                         | Antonio I Boncompagni                         | Maria Ruffo di Bagnara                                          |  |  |       |  |  |                                         |  |  |                                                  |  |
| Francesca Cecilia Boncompagni Ludovisi                  |                                                         | Antonio I Boncompagni                         |                                                                 |  |  |       |  |  |                                         |  |  |                                                  |  |
|                                                         |                                                         | Maria Eleonora Boncompagni Ludovisi           | Gregorio Boncompagni, V duca di Sora                            |  |  |       |  |  |                                         |  |  |                                                  |  |
|                                                         |                                                         | Maria Eleonora Boncompagni Ludovisi           | Gregorio Boncompagni, V duca di Sora                            |  |  |       |  |  |                                         |  |  |                                                  |  |
|                                                         |                                                         | Maria Eleonora Boncompagni Ludovisi           | Ippolita Ludovisi                                               |  |  |       |  |  |                                         |  |  |                                                  |  |
| Marino Carafa di Belvedere                              |                                                         | Maria Eleonora Boncompagni Ludovisi           |                                                                 |  |  |       |  |  |                                         |  |  |                                                  |  |
|                                                         | Francesco Marino II Caracciolo, VI principe di Avellino | Marino III Caracciolo, V principe di Avellino |                                                                 |  |  |       |  |  |                                         |  |  |                                                  |  |
|                                                         | Francesco Marino II Caracciolo, VI principe di Avellino | Marino III Caracciolo, V principe di Avellino |                                                                 |  |  |       |  |  |                                         |  |  |                                                  |  |
|                                                         | Francesco Marino II Caracciolo, VI principe di Avellino | Antonia Spinola di San Severino               |                                                                 |  |  |       |  |  |                                         |  |  |                                                  |  |
| Marino Francesco I Caracciolo, VII principe di Avellino | Francesco Marino II Caracciolo, VI principe di Avellino |                                               |                                                                 |  |  |       |  |  |                                         |  |  |                                                  |  |
|                                                         |                                                         | Giulia d'Avalos d'Aquino d'Aragona            | Nicola d'Avalos d'Aquino d'Aragona, VI principe di Montesarchio |  |  |       |  |  |                                         |  |  |                                                  |  |
|                                                         |                                                         | Giulia d'Avalos d'Aquino d'Aragona            | Nicola d'Avalos d'Aquino d'Aragona, VI principe di Montesarchio |  |  |       |  |  |                                         |  |  |                                                  |  |
|                                                         |                                                         | Giulia d'Avalos d'Aquino d'Aragona            | Giovanna Caracciolo di Avellino                                 |  |  |       |  |  |                                         |  |  |                                                  |  |
| Maria Giulia Caracciolo di Avellino                     |                                                         | Giulia d'Avalos d'Aquino d'Aragona            |                                                                 |  |  |       |  |  |                                         |  |  |                                                  |  |
|                                                         |                                                         | Carlo Carafa, III duca di Maddaloni           | Domenico Marzio Carafa, II duca di Maddaloni                    |  |  |       |  |  |                                         |  |  |                                                  |  |
|                                                         |                                                         | Carlo Carafa, III duca di Maddaloni           | Domenico Marzio Carafa, II duca di Maddaloni                    |  |  |       |  |  |                                         |  |  |                                                  |  |
|                                                         |                                                         | Carlo Carafa, III duca di Maddaloni           | Vittoria Spinelli di Cosoleto                                   |  |  |       |  |  |                                         |  |  |                                                  |  |
| Maria Antonia Carafa di Maddaloni                       |                                                         | Carlo Carafa, III duca di Maddaloni           |                                                                 |  |  |       |  |  |                                         |  |  |                                                  |  |
|                                                         |                                                         | Vittoria Guevara                              | …                                                               |  |  |       |  |  |                                         |  |  |                                                  |  |
|                                                         |                                                         | Vittoria Guevara                              | …                                                               |  |  |       |  |  |                                         |  |  |                                                  |  |
|                                                         |                                                         | Vittoria Guevara                              | …                                                               |  |  |       |  |  |                                         |  |  |                                                  |  |
|                                                         |                                                         | Vittoria Guevara                              |                                                                 |  |  |       |  |  |                                         |  |  |                                                  |  |